# Iulian Claudiu Manda
Iulian Claudiu Manda (ur. 20 grudnia 1975 w Krajowie) – rumuński polityk, działacz Partii Socjaldemokratycznej, poseł do Izby Deputowanych oraz senator, poseł do Parlamentu Europejskiego IX i X kadencji.

## Życiorys
W 1998 ukończył studia z rachunkowości i informatyki na Universitatea din Craiova. Odbył później studia doktoranckie z zakresu zarządzania na Universitatea Valahia din Târgoviște. Zaangażował się w działalność polityczną w ramach Partii Socjaldemokratycznej. Początkowo pracował w prywatnym przedsiębiorstwie, był też dyrektorem biura jednego z parlamentarzystów. W latach 2000–2004 zasiadał w radzie miejskiej swojej rodzinnej miejscowości. Pełnił funkcję wicedyrektora w departamencie młodzieży i sportu administracji okręgu Dolj (2001–2003) oraz dyrektora studenckiego domu kultury (2003–2004).
Obejmował także różne stanowiska w strukturze swojego ugrupowania. Był wiceprzewodniczącym (2002–2004), sekretarzem generalnym (2004–2006) i przewodniczącym rady krajowej (2006–2010) jej organizacji młodzieżowej TSD. W 2013 stanął na czele struktur PSD w okręgu Dolj.
W 2004 po raz pierwszy uzyskał mandat posła do Izby Deputowanych. Z powodzeniem ubiegał się o reelekcję w wyborach w 2008 i 2012. W 2014 był oficjalnym kandydatem premiera Victora Ponty na stanowisko ministra delegowanego do spraw budżetu, jednak jego kandydaturę zablokował prezydent Traian Băsescu. W 2016 Iulian Claudiu Manda został wybrany w skład Senatu. W 2019 uzyskał mandat posła do Parlamentu Europejskiego IX kadencji. Z powodzeniem ubiegał się o reelekcję w wyborach w 2024.
Żonaty z polityk Lią-Olguțą Vasilescu.